# Neopanorpa lifashengi
Neopanorpa lifashengi är en näbbsländeart som beskrevs av Hua och Chou 1999. Neopanorpa lifashengi ingår i släktet Neopanorpa och familjen skorpionsländor. Inga underarter finns listade i Catalogue of Life.